# Mount Bresnahan
Mount Bresnahan ist ein 1630 m hoher und hauptsächlich eisfreier Berg mit abgeflachtem Gipfel im ostantarktischen Viktorialand. Er ragt 10 km nordnordöstlich des Mount Van der Hoeven an der Ostseite der Helliwell Hills auf.
Der United States Geological Survey kartierte ihn anhand eigener Vermessungen und mithilfe von Luftaufnahmen der United States Navy aus den Jahren zwischen 1960 und 1963. Das Advisory Committee on Antarctic Names benannte ihn 1970 nach dem US-amerikanischen Biologen David Michael Bresnahan (* 1947), der für das United States Antarctic Program zwischen 1967 und 1968 sowie von 1968 bis 1969 auf der McMurdo-Station tätig war und ab 1970 der Abteilung für Polarprogramme der National Science Foundation angehörte.